# كاثرين ساليه
كاثرين ساليه هي ممثلة بلجيكية، ولدت في 1953 في بلجيكا.

## أعمال

### أفلام
- (2014) يومين -ليلة واحدة

## وصلات خارجية
- كاثرين ساليه على موقع IMDb (الإنجليزية)
- كاثرين ساليه على موقع قاعدة بيانات الأفلام العربية
- كاثرين ساليه على موقع ألو سيني (الفرنسية)
- كاثرين ساليه على موقع أول موفي (الإنجليزية)
- كاثرين ساليه على موقع قاعدة بيانات الأفلام السويدية (السويدية)
- كاثرين ساليه على موقع قاعدة بيانات الفيلم (الإنجليزية)
- كاثرين ساليه على موقع كينوبويسك (الروسية)